# Oczar
Oczar (Hamamelis L.) – rodzaj roślin z rodziny oczarowatych. W obrębie rodzaju wyróżniane są zwykle cztery gatunki, z których oczar japoński i omszony występują we wschodniej Azji (odpowiednio w Japonii i Chinach), a oczar wiosenny i wirginijski we wschodniej części Ameryki Północnej. W niektórych ujęciach wyróżniany jest także Hamamelis ovalis, także z Ameryki Północnej. Są to wolno rosnące krzewy i drzewa, występujące w naturze w wilgotnych lasach, często w dolinach cieków.
Oczary uprawiane są jako ozdobne, zwłaszcza z powodu kwitnienia w okresie zimowym i charakterystycznych kwiatów o taśmowatych płatkach w kolorze żółtym i czerwonym, silnie pachnących. Oczar wirginijski wykorzystywany jest w medycynie – do łagodzenia dolegliwości związanych z obrzękami i żylakami, do wyrobu kosmetyków do pielęgnacji oczu, dawniej wykonywano z tego gatunku także różdżki wykorzystywane w radiestezji. 

## Morfologia
PokrójKrzewy o szerokim pokroju lub niewielkie drzewa osiągające do 11 m wysokości. Młode pędy pokryte gwiazdkowatymi włoskami, u oczaru omszonego gęsto kutnerowate.
LiścieUlistnienie skrętoległe. Liście podobne do leszczyny – najszersze w połowie lub nieco wyżej, cienkie, pierzasto użyłkowane, nieco asymetryczne, o brzegach zatokowo piłkowanych, osadzone na krótkich ogonkach. Jesienią przebarwiają się na żółto lub pomarańczowo, u oczaru japońskiego i pośredniego z czerwonym odcieniem.
KwiatyWyrastają skupione po 2–4 w kątach liści jesienią (oczar wirginijski) lub wczesną wiosną, a nawet zimą. Mają bardzo wąskie, 4 płatki korony o długości do 2 cm i szerokości 1–2 mm, koloru żółtego, rzadziej czerwonawe lub zielonkawe. Działki kielicha 4 owalne i omszone, od wewnątrz zaczerwienione. Pręciki 4 z krótkimi nitkami i owalnymi pylnikami. Między nimi znajdują się 4 łuskowate prątniczki wydzielające nektar. Zalążnia dwukomorowa, wpółdolna z krótkimi dwiema szyjkami słupka, w każdej z komór z pojedynczym zalążkiem.
OwocZdrewniała torebka, po dojrzeniu gwałtownie pękająca dwiema klapami wyrzucając nasiona na odległość do kilku metrów.

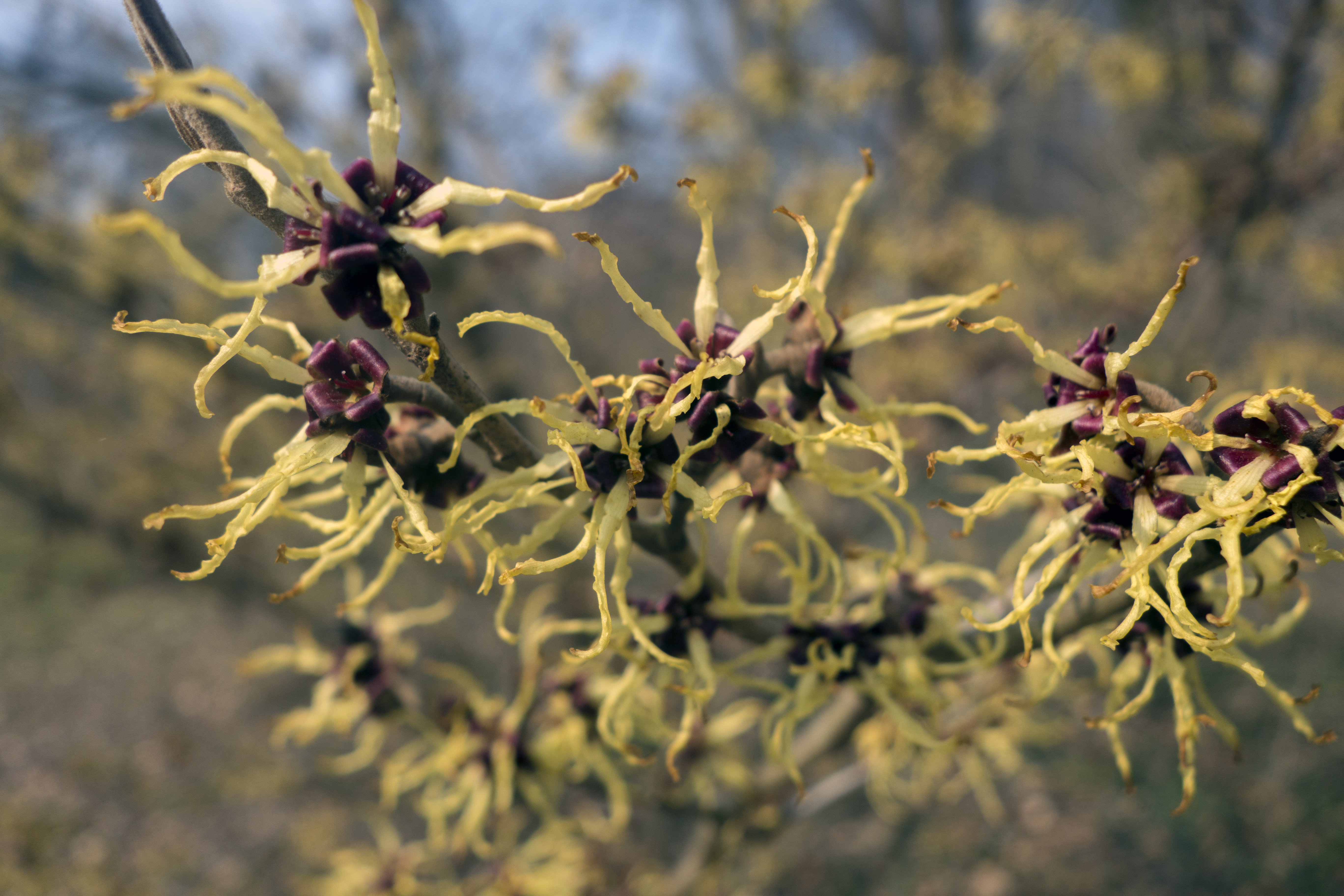
Oczar pośredni
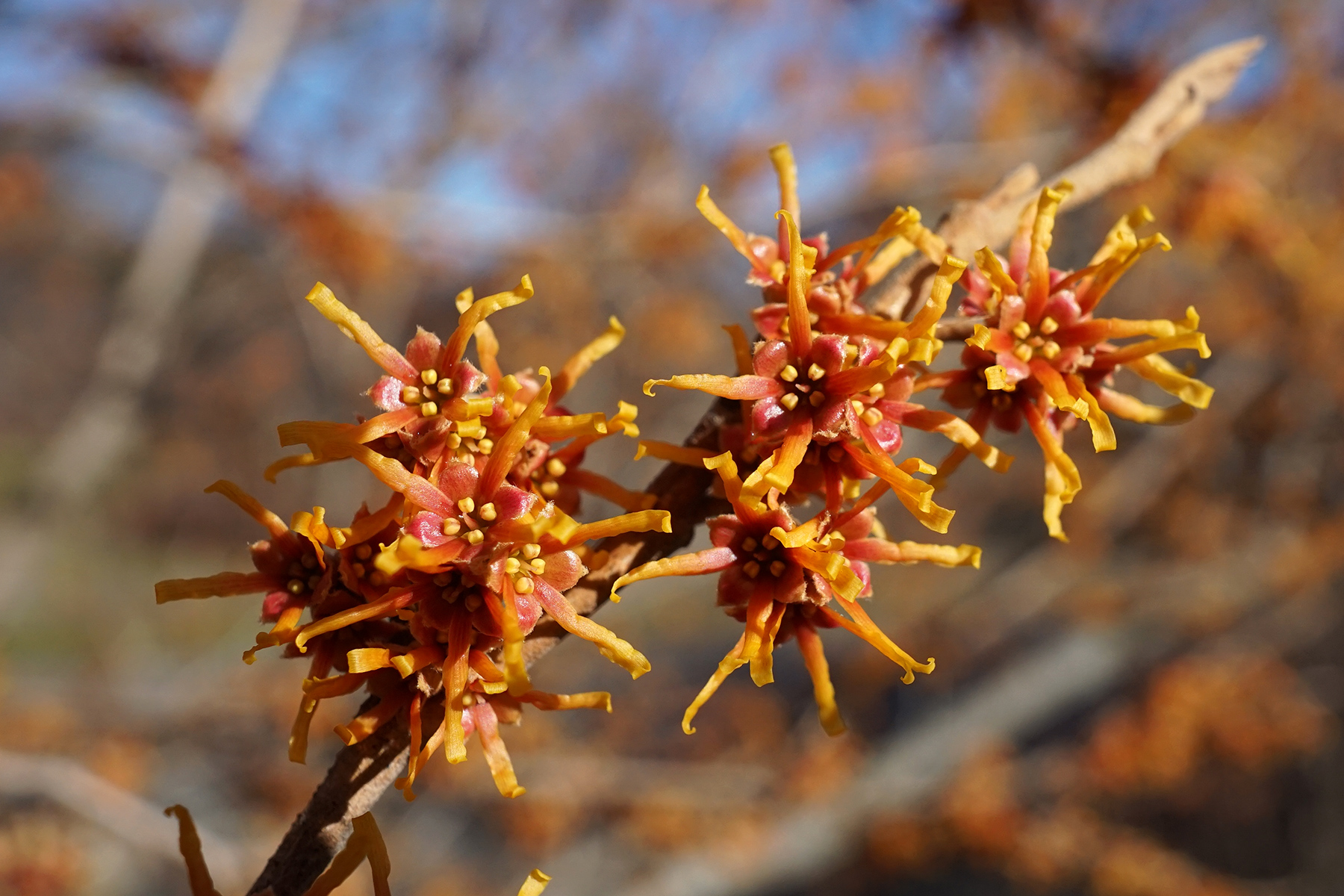
Oczar wiosenny
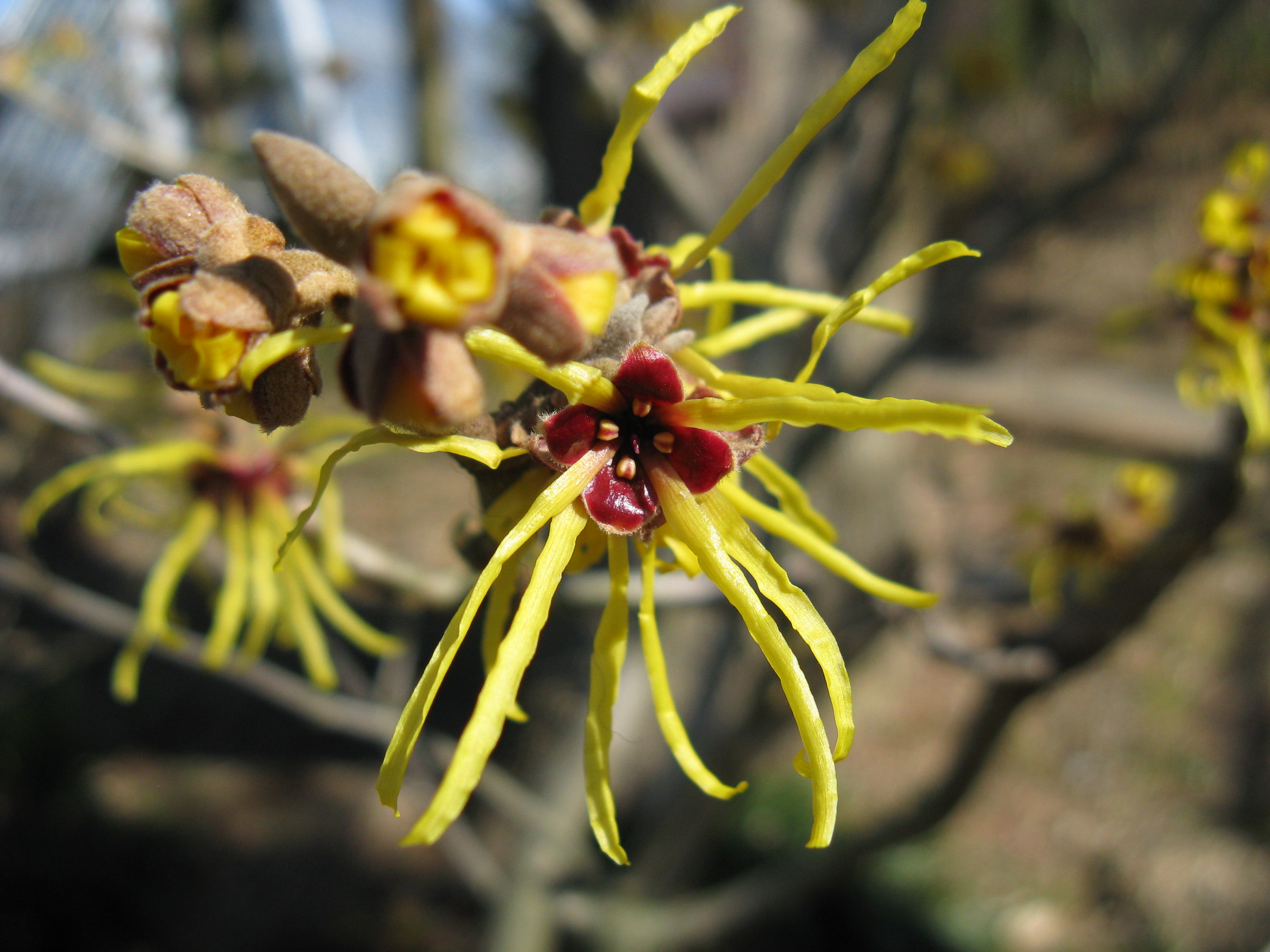
Oczar japoński
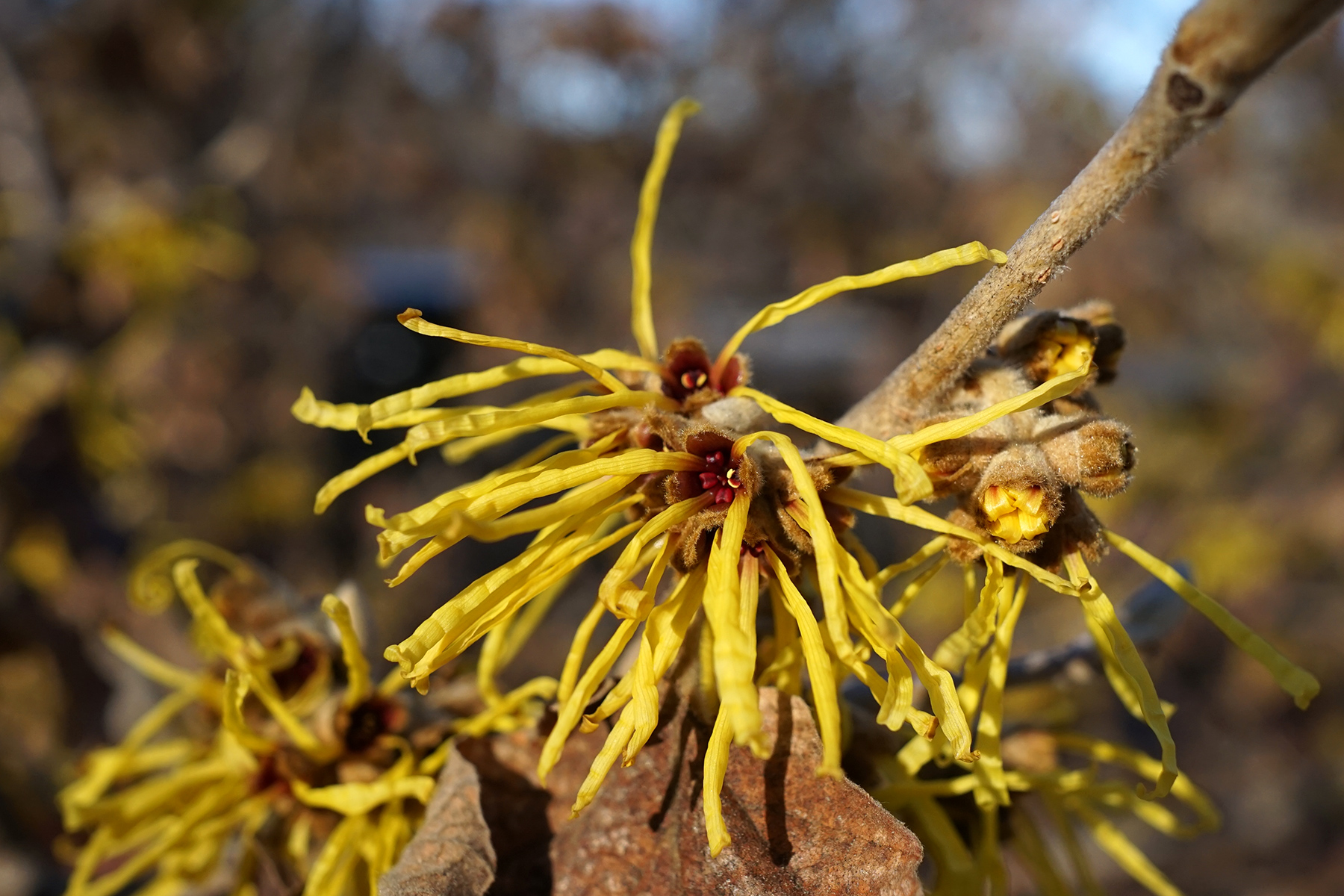
Oczar omszony
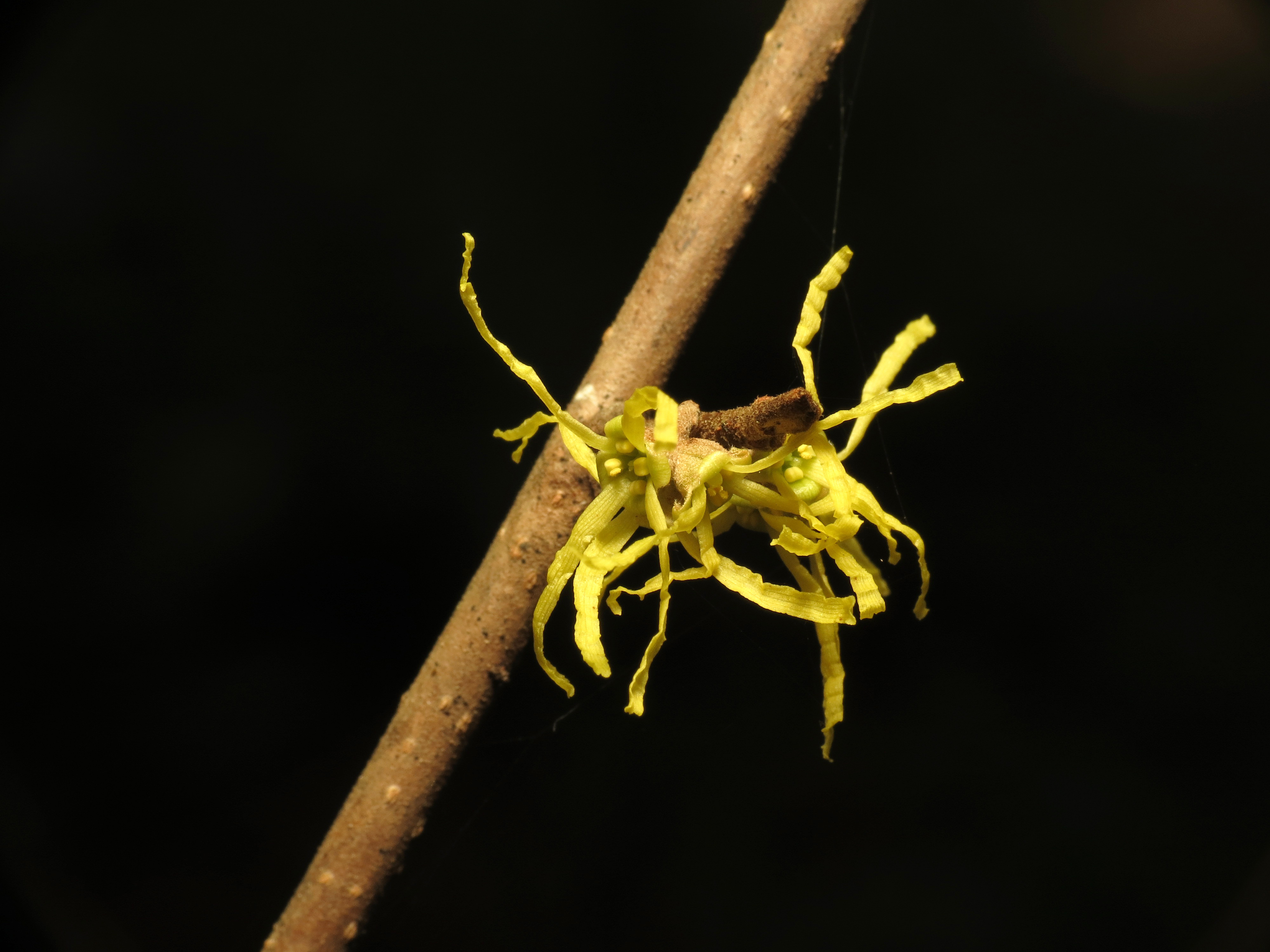
Oczar wirginijski

## Systematyka
Pozycja systematyczna
Rodzaj z podrodziny Hamamelidoideae, rodziny oczarowatych (Hamamelidaceae).
Wykaz gatunków
- Hamamelis ×intermedia Rehder – oczar pośredni, ogrodowy mieszaniec oczaru japońskiego (H. japonica) i chińskiego (H. mollis)[11]
- Hamamelis japonica Siebold & Zucc. – oczar japoński
- Hamamelis mollis Oliv. – oczar omszony, oczar chiński
- Hamamelis ovalis S. W. Leonard
- Hamamelis vernalis Sarg. – oczar wiosenny
- Hamamelis virginiana L. – oczar wirginijski